# Antipater van Cyrene
Antipater van Cyrene (Oudgrieks: Ἀντίπατρος) was een oud-Grieks filosoof afkomstig uit de stad Cyrene. Volgens Diogenes Laërtius was Antipater een volgeling van Aristippos van Cyrene, de grondlegger van de School van Cyrene. Zelf was hij leermeester van Epitimedes van Cyrene.
Volgens Cicero was Antipater blind, maar vond hij vertroosting voor zijn handicap in de gedachte dat ook de duisternis positieve kanten kent. (Cicero, TusGul. v. 38)

## Antieke bronnen
- Cicero, Tusculanae disputationes
- Diogenes Laërtius, Leven en leer van beroemde filosofen, Leven van Aristippos.

## Referentie
- L. Schmitz, art. Antipater, of Cyrene, in W. Smith (ed.), A dictionary of Greek and Roman biography and mythology, I, Boston, 1867, p. 202.